# Naturschutzgebiet Flöthbach
Koordinaten: 51° 21′ 49″ N, 6° 32′ 12″ O

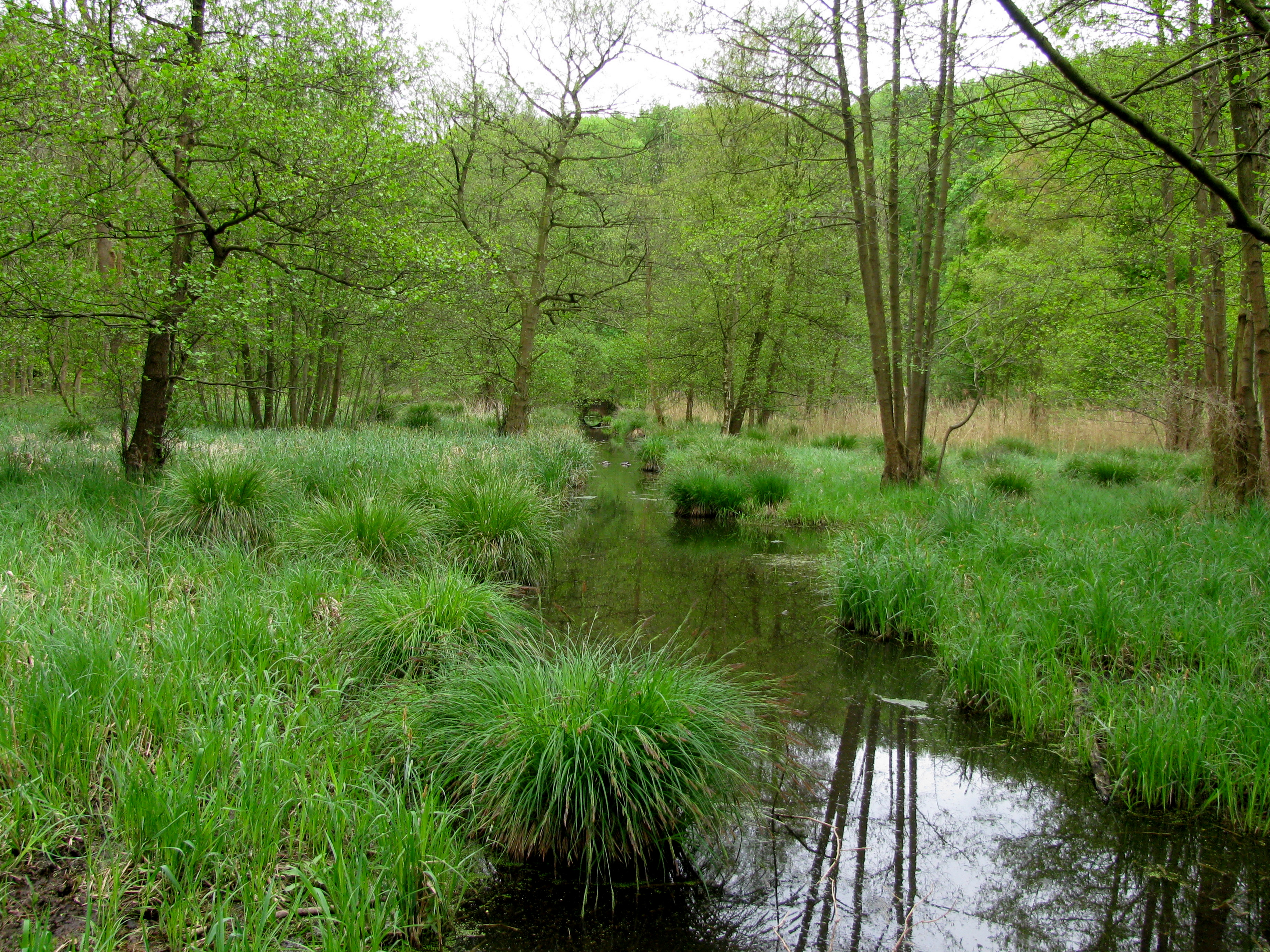
Naturschutzgebiet Flöthbach (April 2009)

Das Naturschutzgebiet Flöthbach liegt auf dem Gebiet der kreisfreien Stadt Krefeld in Nordrhein-Westfalen. 
Das Gebiet erstreckt sich nordwestlich der Kernstadt von Krefeld und südöstlich des Krefelder Stadtteils Hüls. Am nordwestlichen Rand des Gebietes verläuft die Kreisstraße K 2 und östlich die K 11. Nördlich und östlich erstreckt sich das 422,1 ha große Naturschutzgebiet Hülser Bruch.

## Bedeutung
Das etwa 48,3 ha große Gebiet wurde im Jahr 2008 unter der Schlüsselnummer KR-010 unter Naturschutz gestellt. Schutzziele sind  	
- die Erhaltung eines großflächigen, strukturreichen Grünlandkomplexes mit naturnahen Röhrichten, Großseggenriedern, Fließ- und Stillgewässern sowie Erlenbruch- und Auwäldern und anderen kleinen Waldflächen als Lebensraum heimischer Pflanzen und Tiere, als wichtiges vernetzendes Element im lokalen Biotopverbund und wertvolle Pufferzone zum Naturschutzgebiet "Hülser Berg" und
- die Entwicklung von artenreichem, extensiv genutzten Grünland.[3]